# Кульбабове вино
«Кульбабове вино» (англ. «Dandelion Wine») — роман Рея Бредбері, вперше виданий у 1957 році.
«Кульбабове вино» — твір, який вирізняється серед літературної творчості Рея Бредбері особистими переживаннями письменника. Це багато в чому автобіографічна книга, події якої відбувається влітку 1928 року у вигаданому місті Грінтаун, штат Іллінойс. Прототипом містечка є рідне місто Бредбері — Вокіган у тому ж штаті США.

## Сюжет
У центрі сюжету — брати Сполдінги: Дуглас (12 років) і Том (10 років). Роман складається з низки історій, що відбулися в маленькому містечку за три літніх місяці з братами, їхніми родичами, сусідами, друзями, знайомими.
Розділ 1: Дуглас прокидається рано в перший літній день. Він дивиться у вікно й спостерігає за природою та своїми руками, як диригент чи чарівник, керує активністю містечка Грін-Таун, що прокидається: вмикається світло, люди починають свій день. Дуглас з дитячою радістю чекає на  пригоди, які мають відбутися з ним улітку 1928 року.
Розділ 2: Батько бере Дугласа та його десятирічного брата Тома в ліс збирати ягоди. Дуглас постійно відчуває, що ось-ось станеться щось особливе. Йому здається, що за кожним кущем криється щось надзвичайне. Коли вони котяться з Томом по траві, то Дуг починає розуміти, що він живий. Уперше за свої дванадцять років він відчуває це інтенсивне відчуття життя, яке хоче зберегти якнайдовше. (Це оповідання під назвою «Осяяння» вперше опубліковано 1957 року в журналі «Репортер»).
Розділ 3: (Кульбабове вино): Один із літніх ритуалів у родині Дугласів — збір перших квітучих кульбаб, щоб разом із дідусем зробити з них вино. Дуглас і Том збирають жовті квіти, а дідусь готує вино, яке зберігає на зиму в погребі. Вино з кульбаб є символом радісних спогадів і вражень літа, якими люди можуть насолоджуватись і взимку.
Розділи 4-5 (Тенісні туфлі): Ще одна яскрава подія літа — бігати з друзями в легких тенісних туфлях. Однак у Дугласа є тільки старі, поношені туфлі з минулого року, тому він мріє про нове «чарівне» взуття, за допомогою якого легко досліджуватиме світ. У взуттєвій крамниці Дугу вдається переконати власника, містера Сандерсона, який уже багато років не носить спортивного взуття, приміряти тенісне взуття. Сандерсон згадує свою молодість, коли він пересувався з легкістю, як газель чи антилопа, а Дуглас отримує потрібну пару взуття в обмін на рознесення пакунків. (Це оповідання під назвою «Літо у повітрі» вперше опубліковано 1956 року на сторінках «The Saturday Evening Post»).
Розділ 6: Дуглас планує записати все, що він пережив, у своєму літньому блокноті та ділить його на дві частини: у першій частині він зазначає звичайні справи та події, які повторюються, тоді як у другій — нові відкриття та одкровення. Одним із перших він записує речення, яке читає Томові: «Я живий» і пояснює, що думати та усвідомлювати це і є для нього відкриттям.
Розділ 7: Влітку сім'я Дугласів прикрашає веранду. Дідусь вішає гойдалки, а дорослі розповідають один одному історії, які змушують дітей куняти. (Це оповідання під назвою «Сезон сидіння» раніше опубліковане 1951 року в журналі «Charm»).
Розділи 8, 9, 11 і 13: Місцеві чоловіки розповідають один одному різні небилиці, коли ювелір Лео Ауфман ввічливо просить їх припинити. Коли Дуглас і його дідусь проходять повз, вони натякають, що талановитий ювелір Ауфман міг би створити машину щастя. Ауфман повертається додому на своєму велосипеді, де все вказує на те, що його власне щастя полягає в сім'ї, але робота над машиною руйнує його сімейне життя. У нього стається перша за шість місяців сварка з дружиною Ліною, і вперше за двадцять років її хліб підгоряє. Ауфман настільки поглинений ідеєю створення машини щастя, що нехтує всім навколо. Зрештою Ліна збирає речі, але перш ніж піти, хоче спробувати машину щастя, проте  виходить з неї сумна й у сльозах. Вона пояснює Лео, чому його машина насправді є машиною смутку, адже скориставшись нею, рано чи пізно знов треба повертатися до буденного життя. Лео намагається випробувати машину самостійно, і вона загоряється. Ліна спритно зволікає з викликом пожежників, завдяки чому машина щастя успішно згоряє дотла. Ліна залишається, і сімейне щастя повертається. (Це оповідання, відоме під оригінальною назвою як «Машина щастя», опубліковано 1957 на сторінках «The Saturday Evening Post»).
Розділ 14: Двічі на рік Сполдінги вибивають у саду килимки. Вони стоять навколо килимків і б'ють їх, уявляючи, що на них розлилось чи розсипалось і хто по них ходив. Для Дугласа та Тома візерунки на килимах представляють усе місто, сусідів і їхні уподобання.
Розділи 15-16: Діти Аліса, Джейн і Том сумніваються, що 72-річна місіс Бентлі колись була молодою. Вони живуть сьогоденням, а місіс Бентлі накопичує багато спогадів з минулого. Зрештою місіс Бентлі починає усвідомлювати, що має відпустити минуле, і дарує дітям сувеніри з власного дитинства і позбувається старих непотрібних речей. Пізніше Том записує в блокноті свого брата Дуга: «Старі люди ніколи не були дітьми». Це оповідання вперше опубліковано 1950 року в журналі «Collier's» під назвою «Сезон недовір'я».
Розділи 17-18 («Машини часу») Чарлі Вудманн, Джон Хафф і Дуглас Сполдінг зустрічаються з колишнім полковником Фрійлі, який виявляється живою книгою історії й розповідає хлопцям про всі події, які пережив за своє життя. Це надихає Дугласа прожити своє життя усвідомлено, щоб одного дня так само могти розповісти своїм дітям про власний досвід. Це оповідання вперше опубліковано 1955 року під назвою «The Last, the Very Last» в журналі «Reporter».
Розділ 19: Сестри Ферн і Роберта ховаються на горищі після того, як випадково збили містера Квотермейна своїм дивним електромобілем. Вони розповідають історію про те, як вони придбали цей автомобіль і тепер вирішують більше ніколи ним не користуватися. Зрештою вони дізнаються від Дугласа, що з містером Квотермейн усе гаразд. (Це оповідання під початковою назвою «Зелена машина» вийшло 1951 року в журналі «Argosy»)
Розділ 20: Початок змін: електричний трамвай знімають з ужитку, а кондуктор містер Трайден виходить на пенсію. У свою останню поїздку він бере з собою Дугласа, Тома та Чарлі. (Це оповідання під початковою назвою «Трамвай» з'явилося в далекому 1955 році в журналі «Good Housekeeping»)
Розділи 21-22: Один із близьких друзів Дугласа, Джон Хафф, каже, що незабаром зі своїм батьком переїде до іншого міста. Хлопцям цікаво, що вони запам'ятають один про одного. Дуглас проводить час разом із Джоном в його останній день та намагається завадити йому піти за допомогою гри в хованки і статуї.
Розділи 23-24: Ельміра Браун мала невдалий рік, тому підозрює, що за всім цим стоїть її сусідка Клара Гудуотер, і звинувачує її у всіх своїх нещастях. Ельміра і Клара також суперниці за посаду президента жіночого клубу «Жимолость». Клара займає цю посаду протягом багатьох років, тоді як Ельміра кожного року висуває свою кандидатуру та отримує «за» лише від себе. Ельміра підозрює, що тут залучені якісь темні чари, оскільки перед виборами завжди щось трапляється. У відчайдушній спробі захиститися від вигаданих чарів Клари, Ельміра приймає «чарівне» зілля, від якого їй стає настільки погано, що вона ледве може говорити. Під час виборів Клара знову отримує всі голоси, крім голосу Ельміри, яка знову голосує за себе. Ельмірі стає так погано, що вона падає зі сходів, але, на щастя, сильно не забивається. Клара пропонує повторне голосування.
Розділи 25-26: Полковник Фрійлі дуже старий і прикутий до ліжка. Телефонуючи своєму другові в Мексику, він згадує старі часи та через телефон може почути звуки вулиці, що долинають крізь прочинене вікно. Це викликає у нього приємні спогади. Коли стурбована його здоров'ям доглядальниця намагається забрати у нього телефон, він знову телефонує в Мексику. Пізніше, коли Дуглас знаходить полковника мертвим, хлопець бере слухавку і чує у ній віддалені звуки мексиканської вулиці.(Це оповідання під назвою «Вікно» опубліковано 1950 року в журналі «Collier's»)
Розділи 28-29: Між 31-річним журналістом Біллом Форрестером і 95-річною Гелен Луміс зав'язується неймовірна дружба. Гелен із захопленням ділиться історіями зі свого життя та подорожей, які вона здійснила у різні куточки світу, часто сама, бо не могла знайти відповідного партнера. З Біллом Форрестером вона знову переживає ці спогади так, наче вони пережили їх разом. Це оповідання під оригінальною назвою «Лебідь» врепше опубліковано в 1954 році в журналі «Cosmopolitan».
Розділи 30-31: Лавінія Неббс йде в кіно з двома своїми подругами, попри те, що вони нещодавно знайшли тіло іншої подруги, яка загинула від рук серійного вбивці, прозваного у містечку Нелюдом. Після фільму Лавінія проводить друзів додому, а потім сама, налякана, біжить до свого будинку. Зачиняє двері — і чує кашель у вітальні. Наступного дня Том, Чарлі та Дуглас розповідають, що вона змогла заколоти зловмисника швацькими ножицями, хоча невідомо, чи то був справді серійний убивця, чи звичайний бродяга. У будь-якому випадку, Чарлі вважає, що було б сумно, якби хвилювання, яке цими днями поширював у містечку вбивця, зникло. Дуглас має іншу точку зору, адже бачив одне з тіл. (Це оповідання з оригінальною назвою «Це місто спить» вперше опубліковано в журналі «McCall's» у 1950 році.)
Розділ 32: Прабабуся Дугласа готується померти. Багато років ця дев'яностолітня жінка дбайливо доглядала за своєю сім'єю та домівкою і Дуглас згадує багато прекрасних моментів з нею. Тепер вона лежить у ліжку і жадає мирно відійти. (Це оповідання з оригінальною назвою «До побачення, бабусю» опубліковано 1957 року в «Saturday Evening Post».)
Розділ 33: Засмучений смертю та втратою, Дуглас записує у свій блокнот смерті, що трапилися цього літа, та усі зламані речі. Він також усвідомлює, що теж колись помре.
Розділ 34: Дуглас і Том йдуть в аркадний зал, де хочуть дізнатися своє майбутнє від Чаклунки Таро, механічної воскової ворожки. Однак картка, на якій зазвичай написано пророцтво, виходить пустою. Двоє хлопців починають міркувати, що це може означати. Дуглас вірить, що воскова фігурка жива, і разом з Томом вони звільняють її зі скляної клітки. Власник магазину, містер Блек, забирає у них фігурку і викидає на звалище. Дуглас і Том знаходять її і перевозять у свій гараж. Коли з ляльки випадає чергова порожня картка, вони уявляють, що теоретично на ній може писати будь-що, і усе, що вони бажають у житті, збудеться, і вони житимуть вічно.
Розділи 36-38: Містер Джонас, старий лахмітник, їздить вулицями містечка, перевозячи у своєму фургоні з конем найрізноманітніші речі, які одні люди викинули як непотрі, а інші відтак тепер мають змогу скористатися з них. Діти вважають, що у містера Джонаса можна знайти майже все. Одного ранку Дуглас лежить хворий у ліжку і марить. Лікар безпорадний, тому у розпачі Том йде до лахмітника і просить його допомогти. Джонас кладе в ліжко Дугласа дві пляшки зі свіжим повітрям, заспокійливими ароматами та іншими стимулюючими речовинами. Наступного ранку родина помічає, що стан Дугласа покращився.
Розділ 39: Бабуся — чудовий кухар, але коли в гості приїздить тітка Роуз, все змінюється. Вона наводить порядок на кухні, купує бабусі нові окуляри та кулінарну книгу. Чарівні кулінарні навички бабусі зникають. Лише коли дідусь відпроваджує тітку Роуз, а Дуглас таємно відновлює старий безлад на кухні, їжа стає такою ж смачною, як і раніше. (Це оповідання вперше опубліковано 1954 року на сторінках «Everywoman's Magazine».)
Розділ 40: Літо добігає кінця. У крамницях з'являються ручки та зошити, а це означає, що шкільна пора дедалі ближче, однак у погребі родини Сполдінгів можна знайти кульбабове вино, що зберігає спогади про літо.

## Назва
За сюжетом дідусь Тома й Дугласа щоліта готує вино з кульбаб. Часто Дуглас розмірковує про те, що це вино повинно зберігати в собі поточний час, ті події, які відбулися, коли вино було зроблене: «Кульбабове вино. Самі ці слова — демонстрували літо на язиці. Кульбабове вино — спіймане і закорковане в пляшці літо».

## Продовження
У своєму есе 1974 року «Моя Візантія. Кульбабове вино», яке використано як вступ до книги, Бредбері пояснив, що його роман — це поєднання його власних дитячих спогадів та уяви. Спочатку роман замислювався більш складним і об'ємним, але редактор Волтер Бредбері (однофамілець) запропонував письменникові: «Візьми цю книгу за вуха і потягни в різні боки. Вона розірветься на дві частини. Кожна друга [історія] випаде, а ті, що залишилися, займуть своє місце. Вони утворюють твою першу книгу, а ті, що залишилися — продовження». Однак продовження під назвою «Прощавай, літо!» вийшло лише у 2006 році, а оповідання, що не увійшли до книги, вийшли друком 2008 року в збірці «Літній ранок, літня ніч», яка містила двадцять сім оповідань, сімнадцять із яких раніше не публікувалися. У цих книгах значна роль відводиться персонажу — хлопчику на ім'я Дуглас Сполдінг, який є алюзією на самого Бредбері: Дуглас — це друге ім'я його батька, а Сполдінг — дошлюбне прізвище його бабусі по батькові.
Окрім того, «Щось лихе насуває», роман з іншим сюжетом і персонажами, часто поєднується з цими книгами через його схожий стиль і тематику.

## Сприйняття
Деякі рецензенти вважають «Кульбабове вино» найбільш особистою книгою Бредбері. Видавництво «Electric Literature» стверджує, що твір є шедевром, у якому Бредбері глибоко й красиво виражає свої почуття, розповідає про такі речі, як молодість, старіння та життя в маленькому місті, але не додає елементів наукової фантастики, що так притаманна для його творчості. На думку Джорджа Д. Тоддса з журналу «SF Site», книга здебільшого призначена для того, щоб викликати у вас почуття ностальгії, і саме це робить її унікальною порівняно з іншими його творами: "Без сумніву, тим, хто хоче дізнатись, якою людиною є Рей Бредбері, я б радив прочитати «Кульбабове вино», а тим, хто хоче зрозуміти, чому Рей Бредбері відомий письменник — «Жовтневу країну» чи «Марсіанські хроніки» ".
Велике використання поетичних образів викликало неоднозначні відгуки критиків. Деякі з них вважають, що це перевага роману, оскільки це відповідає почуттям і позитивному підходу Бредбері. Джон Зак класифікував цей твір як «духовну літературу», зосереджуючись на релігійній ідеї насолоди швидкоплинними речами, такими як скороминуче літо. Флойд К. Ґейл писав, що навіть люди, які зазвичай не люблять твори Бредбері, знайдуть у цій книзі красиві та зворушливі уривки.
Деякі критики вважають такий стиль письма переобтяженим деталями та надто «приємним». Алан Девід Прайс писав, що хоча Бредбері добре вміє змушувати нас відчувати оптимізм і щастя, інколи його твори надто сентиментальні, а його делікатний та мрійний стиль може втомлювати. Однак він вважає, що «Кульбабове вино» — цікава книга для читання.
Негативну думку висловив відомий критик і письменник Деймон Найт: «Дитинство — єдина тема Бредбері, але справжнього дитинства тут не знайдеш, особливо коли йдеться про дитинство самого Бредбері. Те, що він говорив на цю тему, завжди висловлювалося опосередковано, з використанням символів і алюзій, завжди з напругою спостерігача — колишньої дитини, яка до того видається самотньою. Позбувшись цієї напруги, йдучи з розпростертими руками в липку калюжу сентиментальності, яка завжди чекала на нього, Бредбері відмовився від того, що робило його книжки вартими читання».
Далі Найт зазначає, що «період такий же невизначений, як і місце дії; Бредбері називає його 1928 роком, але немає відчуття справжнього спогаду; більшість часу це як 1910 з секондхенду»

## У популярній культурі
- 1971 року астронавти «Аполлона-15» назвали один із місячних кратерів «Денделайон» на честь роману Бредбері;
- Пісня «Dandelion Wine» з альбому 2003 року «Ghost of a Rose» гурту Blackmore's Night названа на честь роману й досліджує тему літніх спогадів дитинства;
- У пригодницькій грі жахів 2014 року «The Vanishing of Ethan Carter» головний персонаж з'являється на обкладинці вигаданого науково-фантастичного журналу як автор історії про Марс, що є покликанням на книгу Рея Бредбері «Марсіанські хроніки» (1950). Гра, як і «Кульбабове вино», торкається теми дитячої уяви;
- Пісня Ґреґорі Алана Ісакова «Dandelion Wine» названа на честь роману;
- Книга з'являється у фільмі 2015 року «Вік Адалін».

## Екранізації
- «Вино з кульбабок» (фільм, 1997)

## Переклад українською
Українською мовою «Кульбабове вино» вперше було перекладено Володимиром Митрофановим у 1988 році у видавництві «Дніпро» в збірці «Марсіанські хроніки». У 2011 році книга вийшла в тому ж перекладі як окремий роман у тернопільському видавництві «Навчальна книга — Богдан» у серії книг «Горизонти фантастики».
- Рей Бредбері. Збірка «Марсіанські хроніки» (Повісті. Оповідання). Переклад з англійської: Олександр Терех, Володимир Митрофанов, Євген Крижевич. Київ: Дніпро. 1988. 590 стор: 325—535 стор. ISBN 5-308-00247-9
  - Марсіанські хроніки (повість)
  - 451 за Фаренгейтом (повість)
  - Кульбабове вино (повість)
  - Друг Ніколаса Ніклбі — мій друг (оповідання)
  - Одної неминощої весни (оповідання)
  - Винятково доконале вбивство (оповідання)
- Рей Бредбері. «Кульбабове вино». Переклад з англійської: Володимир Митрофанов. Тернопіль: «Навчальна книга — Богдан». 2011. 328 стор. ISBN 978-966-10-1267-6 (серія «Горизонти фантастики»)
- Рей Бредбері. "Кульбабове вино. Переклад з англійської: Володимир Митрофанов; ілюстрації: Володимир Пінігін. Тернопіль: «Навчальна книга — Богдан». 2015. 192 стор. ISBN 978-966-10-4272-7 (серія «Чумацький шлях»)
- Рей Бредбері. «Кульбабове вино». Переклад з англійської: Володимир Митрофанов. Тернопіль: «Навчальна книга — Богдан». 2015. 432 стор. ISBN 978-966-102-539-3 (серія «Маєстат слова»)